# Breedbanddwergzandbij
De breedbanddwergzandbij (Andrena pusilla) is een vliesvleugelig insect uit de familie Andrenidae. De wetenschappelijke naam van de soort is voor het eerst geldig gepubliceerd in 1903 door Pérez.